# Rio Eo
O rio Eo é um rio da Galiza e Astúrias, no noroeste de Espanha e que faz a demarcação entre as duas comunidades autónomas. Desagua no Mar Cantábrico formando a ria de Ribadeo, que constitui a fronteira natural entre as duas regiões, (nas Astúrias é conhecida como ria do Eo). É apto para a pesca de salmão.
O nome provém do vocábulo Ego, que em tempos romanos alternou com Egoba: assim o atesta Plínio, o Velho ao falar dos egobarros, os habitantes da beira da ria. De Ego veio Eo e também as formas medievais Iuve (775), Euve (875), e finalmente Ove (905-), nome duma paróquia de Ribadeo, próxima da ria.